# OC-14

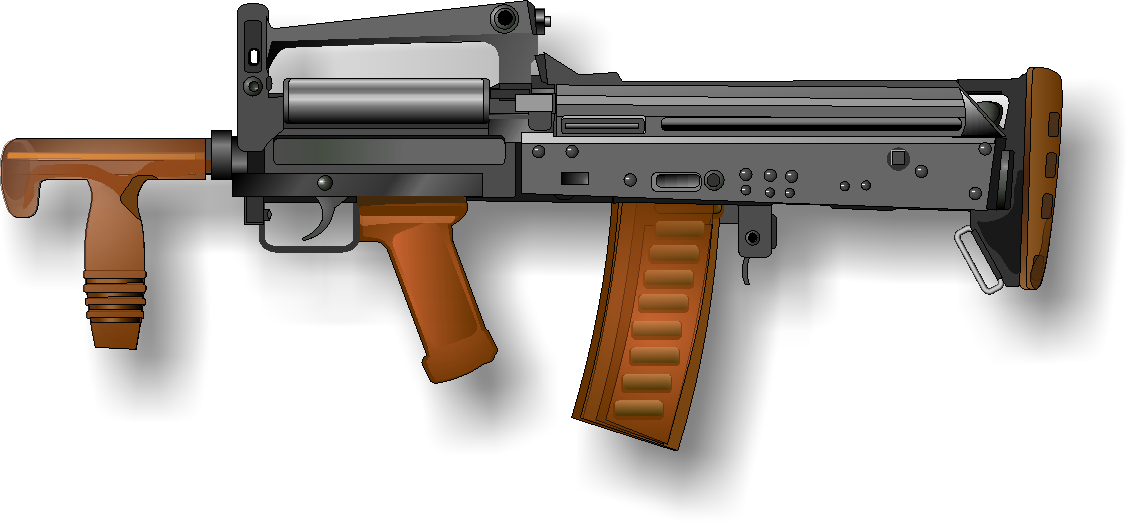
De OTs-14-4A-01 met afneembare verticale voorwaartse handgreep

De OC-14 (of OTs-14) Groza is een Russisch bull-pup-aanvalsgeweer en granaatwerper.
De OC-14 is in het begin van 1990 ontworpen voor speciale eenheden van het leger. Het wapen wordt in kleine aantallen gemaakt in de wapenfabriek te Toela.
Het wapen is compact, heeft een grote vuurkracht voor zijn formaat, en kan worden uitgerust met kijkers, geluiddempers en granaatwerpers.

## Specificaties
- Kaliber: 9x39mm of 7,62x39 mm.
- Lengte: 500 mm.
- Lengte loop: 240 mm.
- Gewicht: 2,7 kg, en met granaatwerper 4 kg.
- Magazijn: 20 patronen 9x39; 30 patronen 7,62x39.
- Vuursnelheid: 700 schoten per minuut.